# Julián Carranza
Julián Simón Carranza (* 22. Mai 2000 in Oncativo, Córdoba) ist ein argentinischer Fußballspieler, der bei Feyenoord Rotterdam unter Vertrag steht. Der Stürmer war zudem argentinischer U23-Nationalspieler.

## Karriere

### Verein
Der in Oncativo, Córdoba geborene Julián Carranza entstammt der Nachwuchsabteilung des CA Banfield und wurde zur Saison 2017/18 in die erste Mannschaft befördert. Am 24. November 2017 (10. Spieltag) debütierte er bei der 0:1-Heimniederlage gegen den CSD Defensa y Justicia in der höchsten argentinischen Spielklasse, als er in der 56. Spielminute für Michael López eingewechselt wurde. Zwei Wochen später erzielte er bei der 2:3-Heimniederlage gegen die Argentinos Juniors sein erstes Ligator. Er etablierte sich in der Folge als regelmäßiger Starter und am 8. Mai 2018 (26. Spieltag) traf er beim 2:1-Heimsieg gegen die Chacarita Juniors doppelt. Insgesamt absolvierte er in dieser Spielzeit 14 Ligaspiele, in denen er vier Tore erzielte. In der folgenden Saison 2018/19 musste er aufgrund einer Knieverletzung zum Saisonstart zwei Monate pausieren und insgesamt gelangen ihm nur drei Treffer in 15 Ligaeinsätzen.
Ende Juli 2019 wechselte Carranza für eine Ablösesumme in Höhe von 5,4 Millionen Euro zur neuen MLS-Franchise Inter Miami. Bis Januar 2020 wurde er jedoch umgehend wieder an den CA Banfield zurückverliehen, um dort Spielerfahrung zu sammeln bis Inter in den Ligabetrieb einsteigt. Für die Taladro kam er bis zum Jahreswechsel in 11 Ligaspielen zum Einsatz und erzielte in diesen Partien zwei Tore. Zum 1. Januar 2020 stieß er zu Inter Miami, verpasste aber den Saisonstart aufgrund einer Fußverletzung, weshalb er bis zur Zwangspause aufgrund der COVID-19-Pandemie in keinem Ligaspiel zum Einsatz kam. Sein Debüt absolvierte er am 9. August 2020 bei der 1:2-Auswärtsniederlage gegen Orlando City im MLS-is-Back-Turnier, als er in der Schlussphase für Juan Agudelo eingewechselt wurde. Zwei Wochen später (4. Spieltag) erzielte er beim 3:2-Heimsieg gegen Orlando City in seinem ersten MLS-Spiel einen Doppelpack. Im weiteren Verlauf der Spielzeit 2020 wurde er zumeist nur als Einwechselspieler eingesetzt und konnte so keinen weiteren Torerfolg mehr sammeln.
Nachdem er zunächst nach dorthin ausgeliehen war, wechselte Carranza im Juli 2022 fest zu Philadelphia Union.
Im Sommer 2024 wechselte er zu Feyenoord Rotterdam.

### Nationalmannschaft
Mit der argentinischen U17-Nationalmannschaft nahm er an der U17-Südamerikameisterschaft 2017 in Chile teil, wo er in zwei Partien zum Einsatz kam.
Im September 2019 absolvierte er zwei Partien für die argentinische U23-Mannschaft.